# Другий уряд Шотана
Другий уряд Шотана — кабінет міністрів, який правив Францією 62 дні з 26 листопада 1933 по 27 січня 1934 року за часів Третьої французької республіки, в такому складі:
- Каміль Шотан — голова Ради міністрів і міністр внутрішніх справ;
- Жозеф Поль-Бонкур — міністр закордонних справ;
- Едуар Даладьє — військовий міністр;
- Жорж Бонне — міністр фінансів;
- Пауль Маршандо — міністр бюджету;
- Люсьєн Лямурьо — міністр праці і соціального забезпечення;
- Ежен Рейнальді — міністр юстиції;
- Альбер Сарро — морський міністр;
- Ежен Фрот — міністр торгового флоту;
- П'єр Кот — міністр авіації;
- Анатоль де Монзі — міністр національної освіти;
- Іполит Дюко — міністр пенсій;
- Анрі Кьой — міністр сільського господарства;
- Альбер Далимов — міністр колоній;
- Жозеф Паганон — міністр громадських робіт;
- Олександр Ісраель — міністр охорони здоров'я;
- Жан Міслер — міністр пошти, телеграфів і телефонів;
- Лоран Ейнак — міністр торгівлі та промисловості.

Зміни
- 9 січня 1934 року — Люсьєн Лямурьо успадковує Далимьє як міністр колоній. Ежен Фрот успадковує Ламурьо міністр праці і соціального забезпечення. Вільям Бертран успадковує Фроту як міністр торгового флоту.